# 티에라델푸에고주

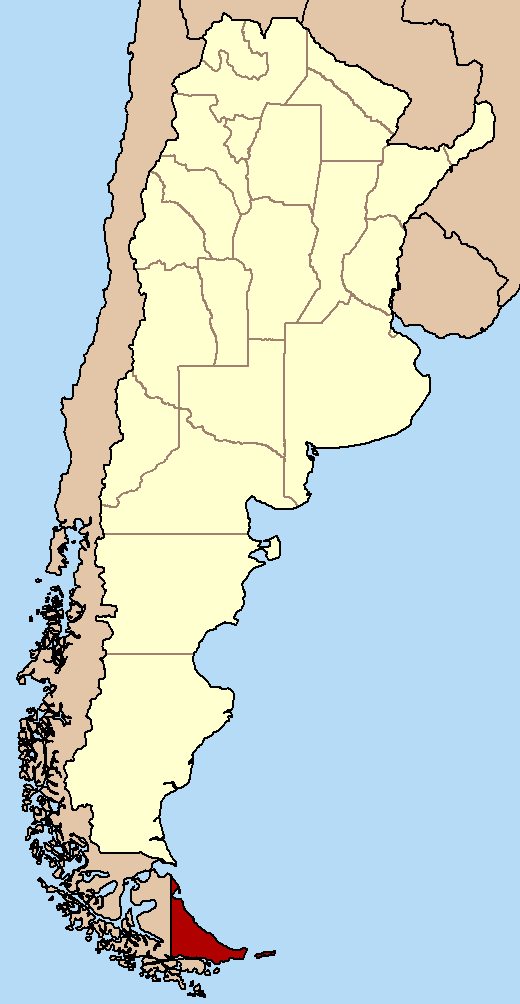
티에라델푸에고 주

티에라델푸에고주 또는 티에라델푸에고 안타르티다 에이슬라스델아틀란티코수르주(스페인어: Provincia de Tierra del Fuego 또는 Provincia de Tierra del Fuego, Antártida e Islas del Atlántico Sur, 영어로 Land of Fire란 의미)는 아르헨티나의 주이다. 마젤란 해협을 경계로 아르헨티나 본토와 완전히 떨어져 있는 섬 지역이다. 4개 군을 관할한다. 지역 구성은 다음과 같다.
- 티에라델푸에고섬에 속한 그란데 섬('Isla río Grande)의 동쪽 부분. 리오그란데군(Rio Grande), 우수아이아군(Ushuaia), 톨후인군(Tolhuin)으로 나뉜다.
- 아르헨티나는 말비나스 제도(포클랜드 제도)와 사우스조지아 사우스샌드위치 제도의 영유권을 주장하고 있다. 이 지역은 영국도 영유권을 주장하고 있다. 명백히 영국령은 아니며, 이슬라스델아틀란티코수르군(Islas del Atlántico Sur)으로 지정하였다
- 아르헨티나는 남극 일부 지역의 영유권도 주장하고 있다. 남극에 대한 영유권 주장은 모두 남극 조약에 따라야 하며 국제 사회에 널리 인정을 받아야 한다. 아르헨티나가 요구하는 남극 영토는 영국과 칠레가 주장하는 지역과 겹친다. 이들 지역은 하나의 군으로 되어있으며, 사우스오크니 제도도 2017년부터 포함된다.

주기
주 문장

## 같이 보기
- 아르헨티나령 남극
- 티에라델푸에고섬
- 사우스조지아 사우스샌드위치 제도
- 사우스오크니 제도
- 티에라델푸에고 제도